# 남상돈
남상돈(南相敦, 1916년 10월 8일~2012년 7월 13일, 충청북도 음성군)은 대한민국의 농업인, 정치인이다. 제9대 국회의원을 지냈다. 본관은 의령이며, 충청북도 음성군 출신이다. 

## 생애
수봉초등학교의 전신인 음성보통학교를 졸업하였다. 음성군 농촌협동조합과 인삼협동조합 전신인 삼업조합중앙회 등에서 활동했다. 이후 제9대 국회의원을 지냈다.

## 학력
- 음성보통학교 졸업
- 충청북도 원잠종제조소 수료

## 경력
- 군농회 기수
- 음성군 농협조합장
- 충북삼업조합 이사
- 삼업조합중앙회 감사
- 전국농업기술자협회 이사
- 유신상록회 고문
- 농협동인회 고문
- 1976년 ~ 1979년 : 제9대 국회의원 (유신정우회)

## 역대 선거 결과
| 실시년도 | 선거 | 대수 | 직책     | 선거구           | 정당       | 득표수 | 득표율      | 순위 | 당락 | 비고       |
| -------- | ---- | ---- | -------- | ---------------- | ---------- | ------ | ----------- | ---- | ---- | ---------- |
| 1973년   | 총선 | 9대  | 국회의원 | 통일주체국민회의 | 유신정우회 |        | \| \| 0% \| | 지명 |      | 초선, 승계 |
|          | 0%   |      |          |                  |            |        |             |      |      |            |